# HMS Shannon (1875)
HMS Shannon – brytyjski krążownik pancerny budowany w latach 1873 - 1877. Pierwszy okręt Royal Navy wyposażony w opancerzony pokład.

## Historia
Zagrożenie ze strony nowych francuskich opancerzonych korwet, a także rosyjskich krążowników pancernych zmusiło brytyjską Admiralicję do opracowania nowych okrętów przeznaczonych do ochrony szlaków komunikacyjnych. Projekt HMS „Shannon” przewidywał opancerzenie burt z pominięciem części dziobowej, co wynikało z planowanej taktyki użycia, zakładającej także taranowanie wrogich jednostek. Po raz pierwszy w jednostkach tej klasy zastosowano opancerzony pokład. Podczas walki używany miał być napęd parowy, do pokonywania dłuższych odcinków żagle. W celu zmniejszenia oporów w rejsie z napędem żaglowym, śruba napędowa miała być demontowana i wciągana na pokład.

## Przebieg służby
HMS „Shannon” wszedł do służby w lipcu 1877 roku. Z powodu kolejnych awarii napędu okręt znaczną część służby spędzał w stoczniach remontowych. Poleganie głównie na napędzie żaglowym, a także osiągana niewielka prędkość maksymalna sprawiały, że okręt nie był w stanie wypełniać zadań, do których został zaprojektowany. Po wejściu do służby działał w ramach flot kanału La Manche a także Morza Śródziemnego. W lipcu 1879 roku operował z brytyjskich baz w rejonie Pacyfiku, z których powrócił wiosną 1881 roku. W maju 1883 roku został tymczasowo okrętem zaopatrzeniowym HMS „Warrior”, a następnie okrętem ochrony wybrzeża. Od maja 1895 roku okręt pozostawał w rezerwie. Został sprzedany na złom w grudniu 1899 roku.